# Саттон (Массачусетс)
Саттон (англ. Sutton) — місто (англ. town) в США, в окрузі Вустер штату Массачусетс. Населення — 9357 осіб (2020).

## Демографія
Згідно з переписом 2010 року, у місті мешкали 8963 особи в 3213 домогосподарствах у складі 2519 родин. Було 3394 помешкання
Расовий склад населення:
| - 97,0 % — білих - 0,9 % — азіатів - 0,4 % — чорних або афроамериканців - 0,1 % — вихідців з тихоокеанських островів - 0,1 % — корінних американців |

До двох чи більше рас належало 1,2 %. Частка іспаномовних становила 1,3 % від усіх жителів.
За віковим діапазоном населення розподілялося таким чином: 25,7 % — особи молодші 18 років, 63,4 % — особи у віці 18—64 років, 10,9 % — особи у віці 65 років та старші. Медіана віку мешканця становила 42,5 року. На 100 осіб жіночої статі у місті припадало 97,2 чоловіків;  на 100 жінок у віці від 18 років та старших — 96,7 чоловіків також старших 18 років.
Середній дохід на одне домашнє господарство  становив 118 941 долар США (медіана — 101 315), а середній дохід на одну сім'ю — 127 960 доларів (медіана — 108 648). Медіана доходів становила 78 559 доларів для чоловіків та 57 118 доларів для жінок. За межею бідності перебувало 2,1 % осіб, у тому числі 0,6 % дітей у віці до 18 років та 2,7 % осіб у віці 65 років та старших.
Цивільне працевлаштоване населення становило 5038 осіб. Основні галузі зайнятості: освіта, охорона здоров'я та соціальна допомога — 28,0 %, роздрібна торгівля — 13,1 %, виробництво — 9,9 %, науковці, спеціалісти, менеджери — 8,8 %.